# معربليت
معربليت قرية سورية تتبع ناحية مركز أريحا في منطقة أريحا في محافظة إدلب. بلغ عدد سكانها 2,178 نسمة في عام 2004 حسب إحصاء المكتب المركزي للإحصاء.
تقع جنوب إدلب شرق أريحا على الطريق الذي يصل مدينة إدلب بمدينة معرة النعمان مفرق معسكر طلائع البعث, تشتهر بزراعتها للزيتون والمحلب وبعض الأشجار المثمرة كالتين والعنب، فيها مواقع أثرية تعود إلى العصر الروماني القديم وفيها تل البحرة والنبع الروماني القديم الذي كان يرد إليه جميع الأقوام المجاورة لهذه القرية،
تضاريسها متعددة بين الوادي والهضبة والجبل وهي تقع على خط عرض واحد مع مملكة ايبلا ببعد حوالي 10 كيلو متر غرب إيبلا. يطل جبل الأربعين التابع لمدينة أريحا .